# ヴィルヘルム・ラーベ

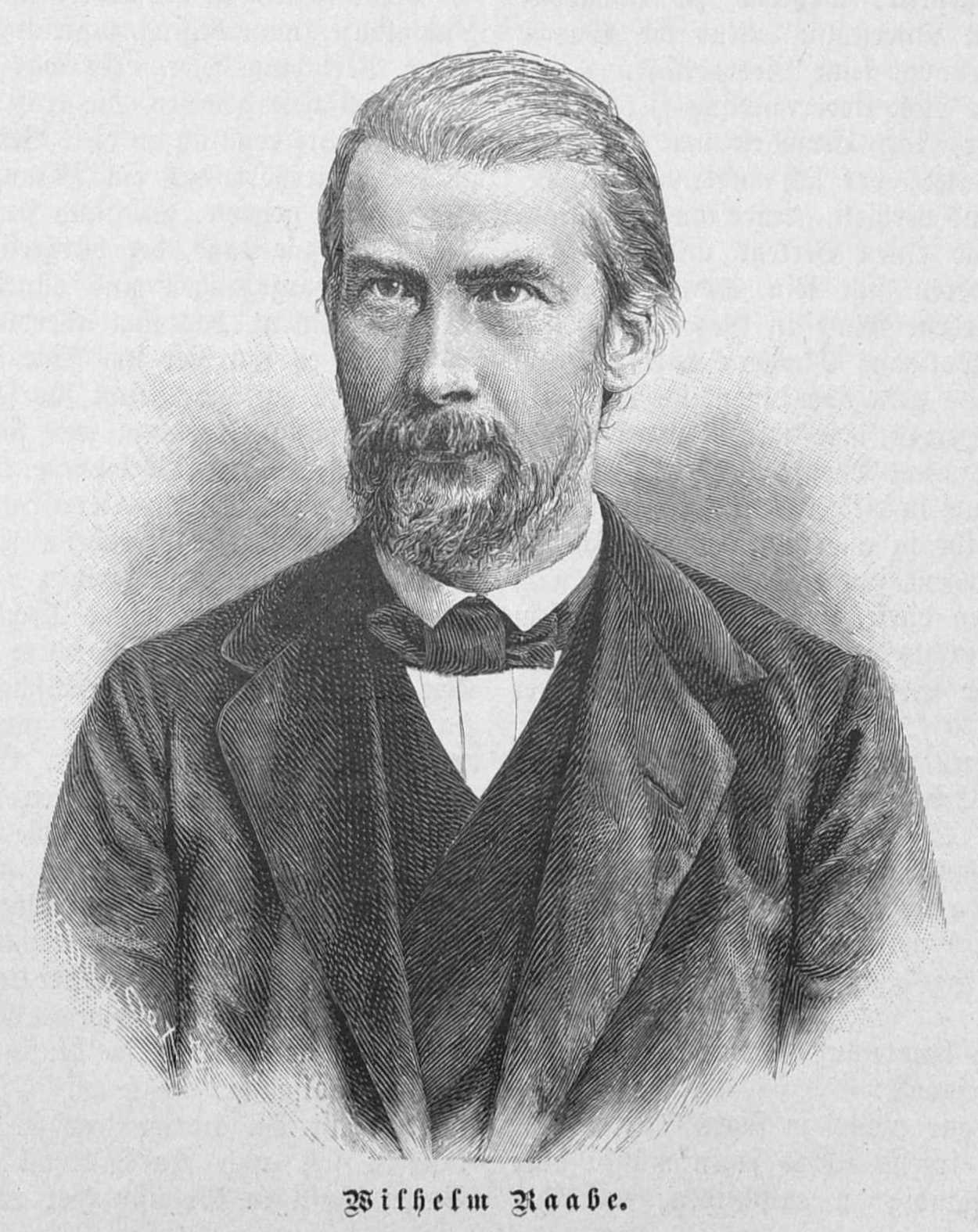
ラーベの肖像、1888年

ヴィルヘルム・ラーベ（Wilhelm Raabe、1831年9月8日（エッシャースハウゼン） - 1910年11月15日（ブラウンシュヴァイク））は、ドイツの小説家。ケラーやシュトルム、シュティフターなどともに詩的リアリズム（市民的リアリズム）の時代を代表する小説家のひとりである。

## 生涯
ニーダーザクセンのエッシャースハウゼン（当時はブラウンシュヴァイク公領）に生まれる。父は裁判書記官で、彼の仕事の都合で少年期にたびたび転校を余儀なくされる。学校にはびこる権威や強制への反抗心もあって成績はふるわなかった。18歳のときに父を亡くし、4年間マクデブルクの本屋の徒弟となり、これを機にバルザック、スコット、サッカレー、ディケンズなどの作品を読み漁るようになった。22歳のとき、母親がいたヴォルフェンビュッテル（Wolfenbüttel）に移る。1854年、ベルリン大学の聴講生となり、勉強のかたわらで小説の執筆を開始。1856年、『雀横丁年代記』を書き上げる。
ラーベの執筆活動は、ベルリン-ヴォルフェンビュッテル時代の初期（1854年-1862年）、シュトゥットガルト時代の中期（1862年-1870年）、ブラウンシュヴァイク時代の後期（1870年-1902年）の3期に分けられ、あわせて生涯に68篇の小説を書いた。処女作『雀横丁年代記』は、老人の回想記というかたちをとり、ベルリンの下町の生活を過去と現在が往還する複雑な構成で描き出した作品である。構成のこのような仕組みは、「ロマン主義の遺産でもあり、また現代文学の感覚から言っても新しい」。「この年代記はフリードリヒ・ヘッベルにも激賞され（た）」。一方中期の「シュトゥットガルト三部作」、すなわち『飢えの牧師』（1864年）、『アブ・テルファン』（1867年）、『死体運搬車』（1870年）では、俯瞰的な視点で通時的に物語を語る伝統的な手法を用い、特に後二者は社会批判の色合いが強い悲観的な雰囲気の作品となっている。
後期には『プフィスターの水車小屋』（1884年）などのほか、「ブラウンシュヴァイク三部作」と呼ばれる『古巣』（1879年）、『まんじゅう』（1891年）、『フォーゲルザングの記録文書』（1894年）といった作品があるが、こちらの三部作では主人公の行動をその身近にいる人物の一人称の語りによって描く形式を採用しており、語り手と主人公との考えや立場の対置、現在と過去との行き来といった方法で物語を立体的に描き出し、第二次大戦後になって再評価を受けるようになった。1890年代に書かれた『まんじゅう』と『フォーゲルザングの記録文書』はそれぞれ時代に順応できないアウトサイダー的な人物を、前者はユーモラスに、後者は悲劇的に描いた作品である。

## 日本語訳
- 雀横丁年代記（伊藤武雄訳、岩波文庫、1937年）
- ライラックの花（谷口泰訳、林道舎、1985年）
- ドイツ果てしなき苦悩（荒川道夫訳、東銀座出版、1991年）
- 帝国の王冠（竹内康夫訳、林道舎、1995年）
- ぶたマン（倉田勇次訳、人文書院、2005年）※『まんじゅう』の世界初訳